# Fuchsia
Fuchsia (Fuchsia) er en planteslægt, der har mange arter på den sydlige halvkugle. Her nævnes kun de, som ses jævnligt i Danmark:
| Arter |

- Hækfuksia (Fuchsia magellanica)
- Klasefuksia (Fuchsia triphylla) – med mange hybrider

| Hybrider |

- Havefuksia (Fuchsia x hybrida)